# (12326) Shirasaki
(12326) Shirasaki est un astéroïde de la ceinture principale.

## Description
(12326) Shirasaki est un astéroïde de la ceinture principale. Il fut découvert le 21 septembre 1992 à Kitami par Kin Endate et Kazuro Watanabe. Il présente une orbite caractérisée par un demi-grand axe de 2,26 UA, une excentricité de 0,19 et une inclinaison de 5,8° par rapport à l'écliptique.

## Compléments